# Vláda Lichtenštejnska
Vláda Lichtenštejnského knížectví je nejvyšším výkonným orgánem Lichtenštejnska. Sídlí ve Vaduzu, hlavním městě Lichtenštejnska.
Lichtenštejnská vláda složená z kolegiálního orgánu (předseda vlády a čtyři vládní radní) je odpovědná zemskému parlamentu jako nejvyššímu zákonodárnému orgánu a zároveň panovníkovi jako hlavě státu. Vládu na dobu čtyř let jmenuje panující kníže na základě doporučení zemského sněmu.

## Úkoly a povinnosti vlády
V právní literatuře jsou oblasti odpovědnosti vlády Lichtenštejnského knížectví obecně rozděleny do čtyř částí. Mezi největší oblast odpovědnosti vlády patří správa země, zatímco ostatní oblasti jsou svou povahou podřízenější.
Podle čl. 78 lichtenštejnské ústavy je vláda pověřena výkonem celé státní správy. To zahrnuje všechny úkoly výkonné moci a výkon knížecích dekretů, nařízení a zákonů zemského parlamentu Lichtenštejnska. Kolegiální orgán v čele s předsedou vlády je odpovědný zemskému parlamentu a panovníkovi. Pokud ztratí důvěru jednoho z nich, může být odvolána celá vláda nebo její jednotliví členové.

## Složení
Ústava stanoví, že vláda má předsedu vlády, místopředsedu vlády, který je zároveň vládním radou, a tři další vládní rady. Každému členovi vlády je zpravidla přidělen zástupce, přičemž místopředsedu vlády obvykle zastupuje místopředseda vlády. Vládní radní v případě jejich nepřítomnosti zastupují dodatečně jmenovaní náměstci.
Předpokládá se, že vláda bude mít vždy alespoň dva členy z jedné ze dvou částí země (Oberland a Unterland) a také jejich zástupci musí pocházet ze stejné části země.

### Aktuální složení
V současné době existuje vládní koalice mezi dvěma politickými stranami v zemi, Vlasteneckou unií (VU) a Stranou progresivních občanů (FBP), s Danielem Rischem za VU v čele vlády od 25. března 2021. Dalšími členy současné vlády jsou místopředsedkyně vlády Sabine Monauniová (FBP), vládní rada Manuel Frick (FBP), vládní radní Dominique Haslerová (VU) a vládní rada Graziella Marok-Wachterová (VU).
| Vládní úřad             | jméno                      | strana | Ministerstvo                                            |
| ----------------------- | -------------------------- | ------ | ------------------------------------------------------- |
| Předseda vlády          | Daniel Risch               | VU     | Ministerstvo pro záležitosti prezidenta a financí       |
| Zástupce předsedy vlády | Sabine Monauniová          | FBP    | Ministerstvo vnitra, hospodářství a životního prostředí |
| Rada guvernérů          | Manuel Frick               | FBP    | Ministerstvo společnosti a kultury                      |
| Vládní rada             | Dominique Haslerová        | VU     | Ministerstvo zahraničních věcí, školství a sportu       |
| Vládní rada             | Graziella Marok-Wachterová | VU     | Ministerstvo infrastruktury a spravedlnosti             |